# Un viaje de ida y vuelta
Un viaje de ida y vuelta (título original: Miracle on the 17th Green) es un telefilme estadounidense de drama y deporte de 1999, dirigido por Michael Switzer, escrito por Wesley Bishop, está basado en una novela de James Patterson y Peter De Jong, musicalizado por Patrick Williams, en la fotografía estuvo Robert Draper y los protagonistas son Robert Urich, Meredith Baxter y Donnelly Rhodes, entre otros. Este largometraje fue producido por Daniel H. Blatt Productions y se estrenó el 19 de diciembre de 1999.

## Sinopsis
Un publicista de 50 años se queda sin empleo. En vez de tratar de encontrar otro trabajo, aspira a tener éxito en una gira de golf. Esto trae como consecuencia la desatención hacia su mujer y a la familia.